# Delta Junction (Alaska)
Delta Junction es una ciudad situada en el área censal de Southeast Fairbanks, Alaska  (Estados Unidos). Según el censo de 2010 tenía una población de 958 habitantes. Delta Junction se encuentra al sur de la confluencia de los ríos Delta y Tanana, a unos 160 km de Fairbanks.

## Demografía
Según el censo de 2010, Delta Junction tenía una población en la que el 88,1% eran blancos, 1,8% afroamericanos, 3,2% amerindios, 1,1% asiáticos, 0,6% isleños del Pacífico, el 0,9% de otras razas, y el 4,2% pertenecían a dos o más razas. Del total de la población el 4,7% eran hispanos o latinos de cualquier raza.

## Localidades adyacentes
El siguiente diagrama muestra a las localidades más próximas a Delta Junction.